# FIFA '98: Road To World Cup
FIFA '98: Road To World Cup (ook bekend als FIFA 98) is een spel ontwikkeld door EA Canada en uitgegeven door Electronic Arts. Het is een computerspel gebaseerd op de sport voetbal. Het is uitgekomen op 17 juni 1997 en kwam naast de PC uit op de volgende consoles: PlayStation, SNES, Nintendo 64, Sega Saturn, Game Boy en Sega Mega Drive.
FIFA '98: Road To World Cup was de vijfde game uit de FIFA-reeks en de eerste die geheel 3D was, met behulp van een Voodoo- videokaart voor de pc. Op de voorkant van de hoesjes stonden verschillende bekende voetballers afgebeeld. Op de Britse versie en meeste Europese versies stond David Beckham, Andreas Möller op de Duitse versie, Roy Lassiter op de Amerikaanse en Mexicaanse versie. David Ginola op de Franse en Raúl op de Spaanse.

## Spelmogelijkheden
Het wordt door velen gezien als een van de beste games van de hele FIFA-serie. Dit was ook het begin van een balans tussen console en pc-gaming. Het was ook het begin van een groeiende trend van sportsimulators en werd ook gezien als de beste spelsimulator van sport ter wereld. Het spel was revolutionair, had een eigen soundtrack, een goede graphics engine, teams en spelers kon je aanpassen zoals je zelf wilde, zestien verschillende stadions, betere AI (spelterm voor artificial intelligence oftewel kunstmatige intelligentie) en de populaire road-to-world-cup-mode met alle FIFA-geregistreerde nationale teams.
FIFA '98 had als eerste FIFA-spel de juiste buitenspelregel toegepast in een computerspel. Bij dit spel had men ook rekening gehouden met de indoor arena en voor het eerst ook met de themamuziek.

### Europese Kampioenschappen
Eind 1999 werden te Leiden de Europese Kampioenschappen Nintendo FIFA '98 gehouden. Deze werden gewonnen door de Nederlander J.G.D. Nederlof. In de finale versloeg hij zijn landgenoot M. van Keulen met 7-0.

## Muziek
De titelmelodie van het spel is Song 2 van de Britse band Blur dat in 1997 uitkwam. De muziek dat in het menu wordt afgespeeld is van het dj-duo The Crystal Method.

## Commentatoren
In de Engelse en internationale versie wordt het commentaar bij de voetbalwedstrijden voorzien door Martin Siebel, John Motson en Andy Gray, in de Duitse versie door Wolf-Dieter Posch en Werner Hansch.

## Platforms
| Platform        | Jaar |
| --------------- | ---- |
| Game Boy        | 1997 |
| Nintendo 64     | 1997 |
| PlayStation     | 1997 |
| SEGA Saturn     | 1997 |
| SNES            | 1997 |
| Sega Mega Drive | 1997 |
| Windows         | 1997 |

## Ontvangst
| Beoordeeld door                | Platform    | Datum           | Score |
| ------------------------------ | ----------- | --------------- | ----- |
| Gamezilla                      | Windows     | 1997            | 96%   |
| Mega Score                     | SEGA Saturn | maart 1998      | 93%   |
| Absolute Playstation           | PlayStation | januari 1998    | 90%   |
| Joypad                         | Nintendo 64 | februari 1998   | 86%   |
| GameSpot                       | Nintendo 64 | 5 februari 1998 | 85%   |
| Gamezilla                      | PlayStation | 1997            | 82%   |
| Adrenaline Vault, The (AVault) | Windows     | 1 januari 1998  | 80%   |
| Game Revolution                | Nintendo 64 | 6 juni 2004     | 75%   |
| Total! (Duitsland)             | SNES        | januari 1998    | 40%   |
| Total! (Duitsland)             | Game Boy    | januari 1998    | 35%   |